# Castello di Hazlov
Il castello di Hazlov (in ceco Zámek Hazlov) si trova nell'omonimo comune del Distretto di Cheb nella Regione di Karlovy Vary, Repubblica Ceca. La sua storia inizia nel XIV secolo e continua nel XIX quando venne ricostruito nel 1853. Sulla struttura del castello ormai in rovina domina la chiesa dell'Esaltazione della Santa Croce.

## Storia

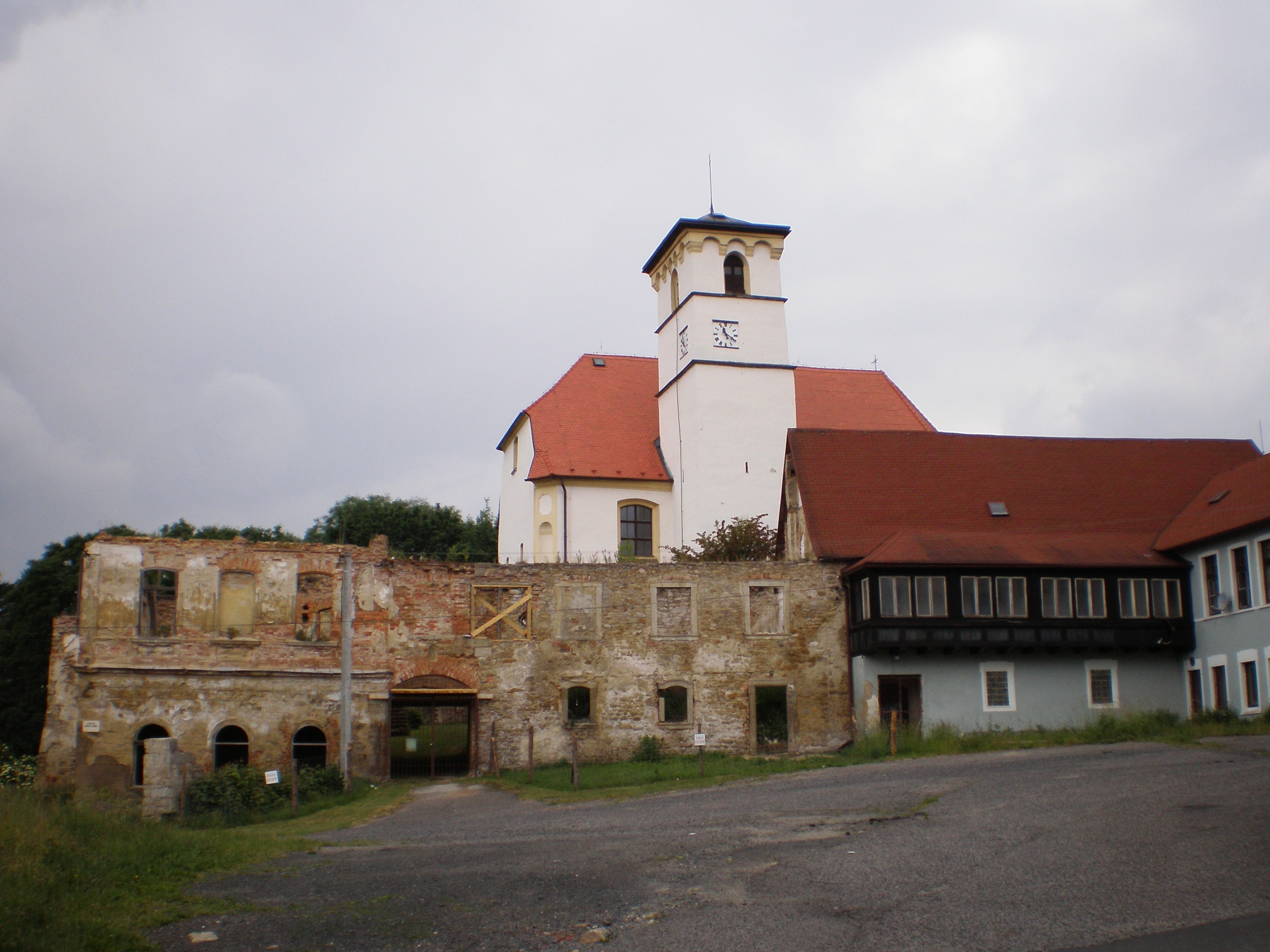
Chiesa dell'Esaltazione della Santa Croce che domina le rovine del castello di Hazlov

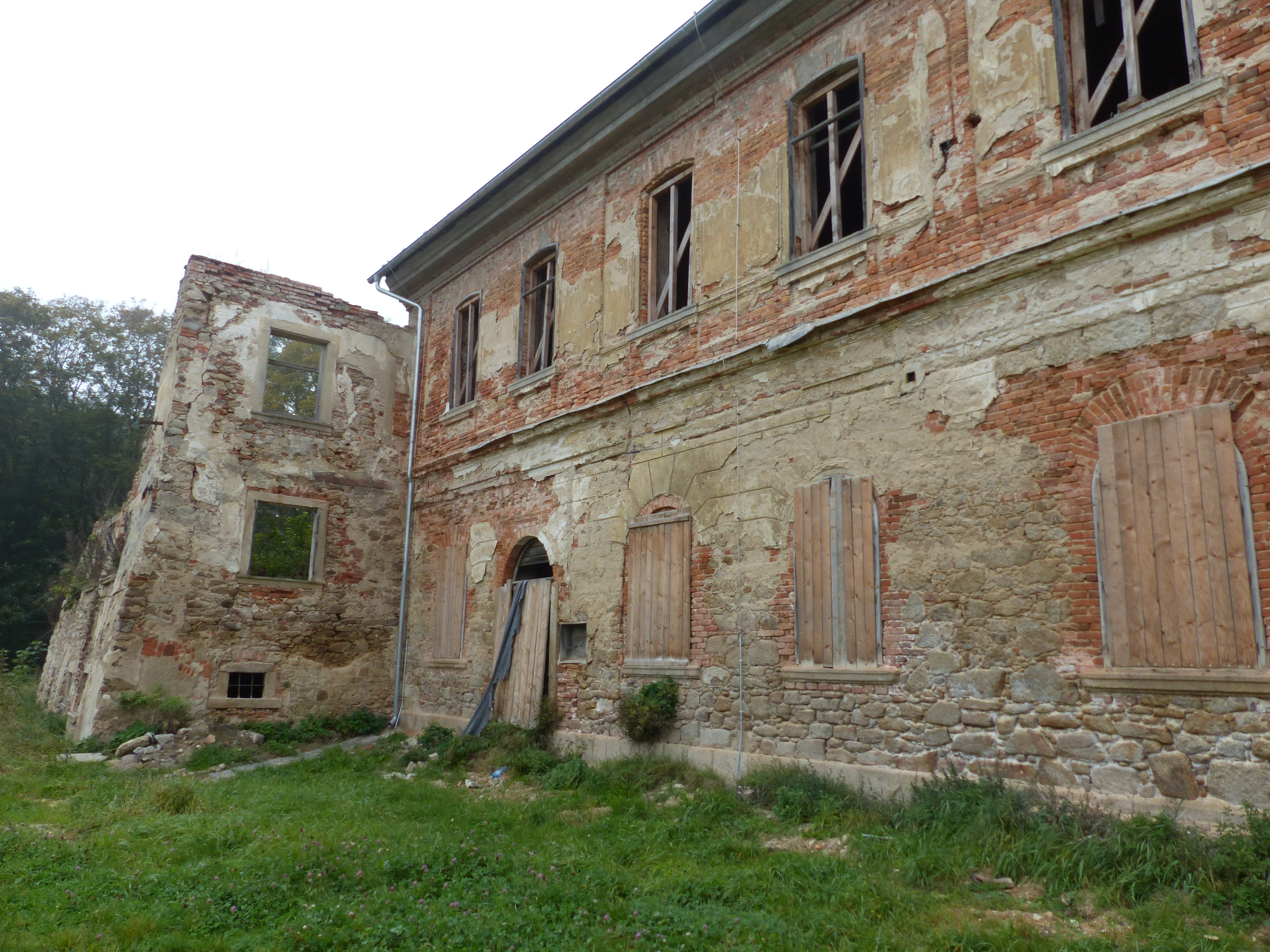
Particolare delle rovine del castello

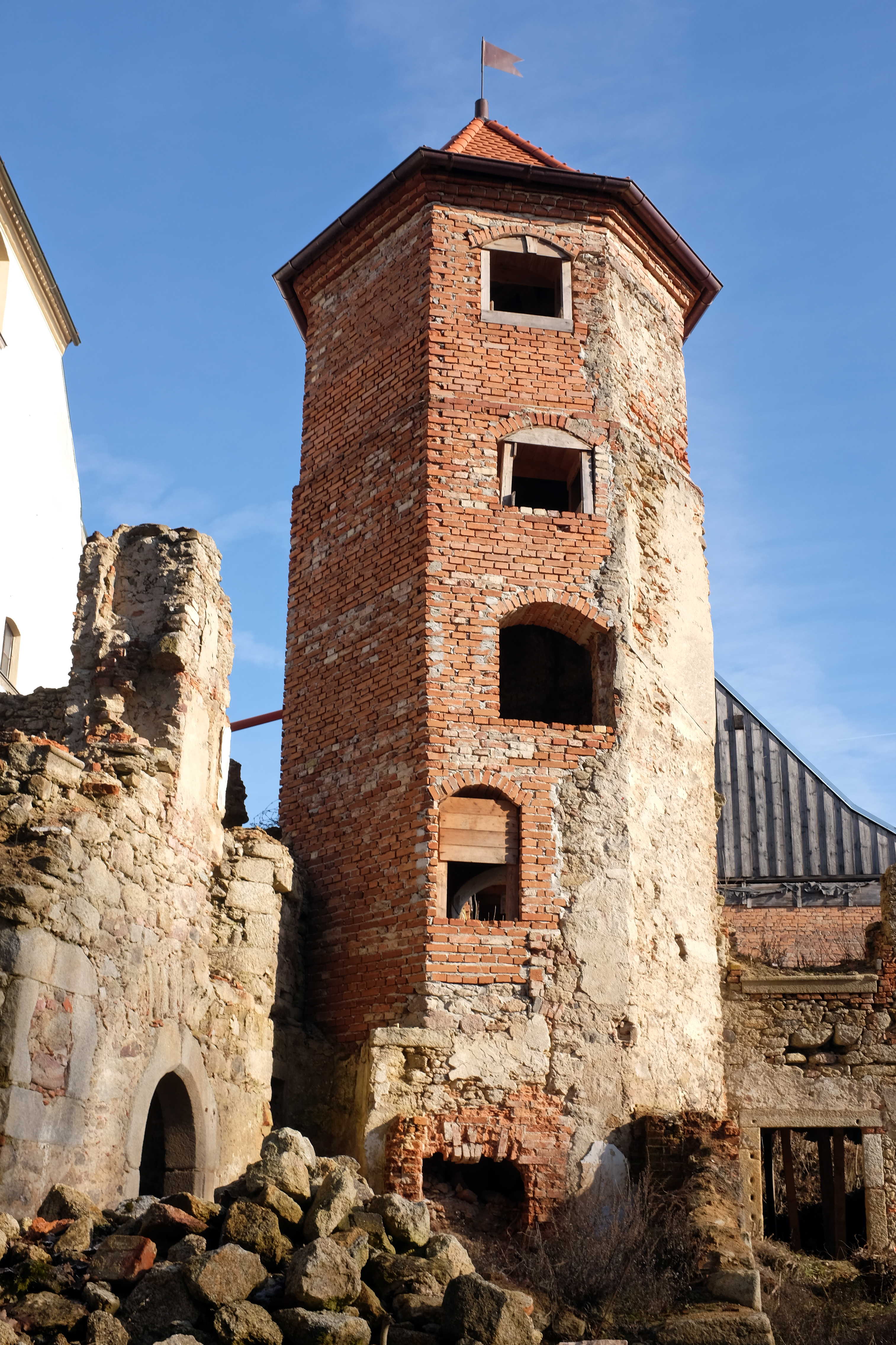
Torre a base esagonale sul perimetro del sito

La prima citazione del villaggio di Hazlov risale al 1224 e il signore locale in quel periodo fu Federico di Hazlov. La famiglia originariamente rientrava tra le funzioni ministeriali e rimase nel territorio fino alla fine del XIV secolo. In origine il castello aveva una struttura romanica con una torre quadrata che in tempi successivi venne trasformata nel campanile della chiesa dell'Esaltazione della Santa Croce. Il castello aveva la funzione di sorvegliare un'importante via commerciale da Chebsko attraverso Ašsko fino alla Germania centrale. Dopo gli Hazlov, a partire dal 1401, si avvicendarono le famiglie borghesi Cheb Jura, Landwürst, Maléřík fino alla metà del XVI secolo. Seguirono ad intervalli abbastanza rapidi altre famiglie, finché non fu acquistato dai Moser, che tennero Hazlov fino all'inizio del XIX secolo. Intanto, nel XIV secolo sul limite dell'altura fu costruito il grande palazzo gotico su pianta rettangolare che nella seconda metà del XV secolo fu ampliato. Dopo il 1628 il castello venne ricostruito in forme rinascimentali e poi barocche. Tra il 1687 e il 1688 fu ampliato per rendere più abitabile la residenza signorile. Venne mantenuto a lungo in buono stato di conservazione sino a quando, dopo la fine della seconda guerra mondiale, andò gradualmente in rovina ed iniziò ad essere parzialmente demolito sino a versare in uno stato disastroso. Nel 2010 il comune è riuscito a ottenere i soldi per le riparazioni parziali iniziando così la ricostruzione del tetto.

## Descrizione
Il castello si trova ad Hazlov, comune nella Regione di Karlovy Vary, Repubblica Ceca. Il sito è posto su una collina e nel punto più alto della struttura in rovina si alza la chiesa intitolata all'Esaltazione della Santa Croce. Il palazzo confina con la chiesa nella sua parte meridionale. L'edificio che è rimasto è stato costruito con grossi blocchi. Una breve ala di collegamento a due piani si conserva accanto al suo muro di recinzione orientale. Vi sono ancora un'ala sud rettangolare a due ali a un piano. Il cortile interno è a base trapezoidale. Il castello è accessibile dalla città attraverso la facciata orientale con ingresso dall'ex piazza. La parte sinistra di questa facciata è a più piani, con un solaio separato da un cordone ornamentale. Le finestre sono rettangolari, ad ante parallele con la centrale cieca. Sotto la parte occidentale dell'ala sud e sotto il palazzo si trovano cantine con volta a botte in pietra di cava. Gli ambienti del piano terra sono quasi tutti con volta a botte e solo alcuni hanno volte a crociera o soffitti piani. Al piano terra si è conservato un portale rettangolare che in origine culminava in una sella. La maggior parte delle stanze ai piani superiori hanno soffitti piatti con decorazioni in stucco. Il primo e il secondo piano del palazzo sono stati completamente demoliti. A sud-ovest sono parzialmente conservate le fortificazioni interne del castello.

### Monumento culturale della Repubblica Ceca
La tutela dei monumenti della Repubblica Ceca considera il castello di Hazlov un monumento culturale tutelato col numero di catalogo 1000123016.